# Drassodes delicatus
Drassodes delicatus är en spindelart som först beskrevs av John Blackwall 1867.  Drassodes delicatus ingår i släktet Drassodes och familjen plattbuksspindlar. Inga underarter finns listade i Catalogue of Life.